# Юнкер, Александр Константинович
Александр Константинович Юнкер (1890 — не позднее 1960, Югославия) — русский морской офицер, морской лётчик, старший лейтенант (1920). Участник Первой мировой войны. Участвовал в первой бомбардировке судов в гавани с гидросамолётов. Участник Гражданской войны в России во ВСЮР, в Русской армии Врангеля. В эмиграции в Югославии.

## Биография
Родился в 1890 году. Закончил Морской кадетский корпус в 1910 году. Мичман. Окончил Офицерские теоретические курсы авиации им. В.В. Захарова при Петербургском политехническом институте (ЦГИА СПб, ф. 478, оп 7 д. 4, л. 1-5) и Севастопольскую школу авиации. Получил звание пилот-авиатор, позднее, освоив гидросамолёт, звание морской лётчик. Служил в 2-м воздушном дивизионе Корабельной авиации Службы связи флота Чёрного моря.

### Первая мировая война
Самая известная операция с его участием это бомбардировка турецкого порта Зонгулдак 6 февраля 1916 года, вошедшая в историю русской военно-морской авиации как первая в мире бомбовая атака по кораблям противника в гавани. 5 февраля 1916 года Кавказская армия начала Трапезундскую операцию при поддержке флота. К порту Зонгулдак, центру угольной промышленности, была направлена 1-я маневренная группа ЧФ: линейный корабль «Императрица Мария», крейсер «Кагул», эскадренные миноносцы «Заветный» и «Завидный» остановились в 32 милях от порта, в сопровождении эсминцев «Поспешный» и «Громкий» гидрокрейсеры «Император Александр I» и «Император Николай I» подошли к порту на дистанцию 15-18 миль вне видимости берега.
Утром 24 января (6 февраля) 1916 года с обоих авианосцев на воду спустили летающие лодки Григоровича: 10 «М-5» и 4 М-6 «Двойка» (из 14 только 11 достигли цели). Турки приняли русские самолёты за разведчиков или корректировщиков огня корабельной артиллерии. Массированный налёт продолжался около часа. М-5 из 1-го авиаотряда (бортовые номера 35, 37, 39, 43, 49, 50, 51, командир Р. Ф. фон Эссен) и гидросамолёты из 2-го корабельного отряда (лодки с бортовыми номерами 32, 34, 38, 40, 44, 46 и 47, командир лейтенант А. К. Юнкер) сбросили на портовые сооружения, железнодорожный узел, зенитные батареи и шахты угольных копей 9 пудовых (16-кг), 18 пятидесятифунтовых (22-кг) и 21 (4,5-кг) десятифунтовых авиабомб — всего 585 кг. Бомбометание осуществлялось с высоты 1300—1500 метров вручную в условиях низкой облачности и под шрапнельным огнём противника. С самолёта № 32 лейтенанта В. М. Марченко (наблюдатель — прапорщик князь К. А. Лобанов-Ростовский) прямое попадание большой бомбы получил угольный транспорт «Ирмингард» (SS Irmingard, 1907 г., 4211 брт), он загорелся и сел на грунт у причальной стенки (пароход был поднят к 25 февраля).
После завершения набеговой операции на Зонгулдак АВК «Император Александр I» (командир капитан 1 ранга П. А. Геринг) был атакован германской подводной лодкой «UB-7» — мина Уайтхеда медленно прошла в нескольких метрах за его кормой, коснулась гидроплана лейтенанта фон Эссена, пришвартованного к «авиаматке», и затонула не взорвавшись. Вражескую субмарину обнаружил экипаж гидросамолёта М-5 (№ 35) в составе лейтенанта Г. В. Корниловича и зауряд-прапорщика В. Л. Бушмарина, впервые на Черноморском флоте атаковал её, сбросив бомбу и пометив расположение лодки цветным дымом. По лодке с «Александра I» открыли огонь ныряющими снарядами (первый опыт их боевого применения). Р. Ф. фон Эссен на «аппарате № 37» выполнил второй боевой вылет, приняв активное участие в поиске подлодки, и некоторое время барражировал в акватории Чёрного моря. 1-я маневренная группа ЧФ вернулась на базу в Севастополь. Таким образом, 6 февраля 1916 года была предпринята ещё и первая попытка организации противолодочной обороны кораблей с воздуха. Всего было задействовано шесть самолётов обоих корабельных отрядов.
Командир 4-го дивизиона Черноморской воздушной дивизии, к 1918 году командир гидроавиационного отряда в Батуме.

### Гражданская война
Участник Гражданской войны в России. В Вооруженных силах Юга России и Русской Армии до эвакуации Крыма. Старший лейтенант (1920.03.28) Эвакуирован на корабле «Лазарев». В эмиграции в Югославии, смотритель русского яхт-клуба в Белграде. Умер до 1960 года.

## Семья
- Жена Ксения Николаевна (1899)[1].